# تپه قلعه تل
تپه قلعه تل مربوط به دوره عیلامیان تا دوره قاجار است و در شهرستان باغ ملک، بخش مرکزی، روستای قلعه تل واقع شده و این اثر در تاریخ ۲۳ شهریور ۱۳۸۲ با شمارهٔ ثبت ۹۹۶۱ به‌عنوان یکی از آثار ملی ایران به ثبت رسیده است.